# Tảo Ireland
Chondrus crispus - thường gọi là tảo Ireland hoặc carrageen (Tiếng Ireland carraigín, "hòn đá nhỏ") - là một loại tảo đỏ mọc trên bề mặt đá tại các bờ biển Đại Tây Dương phần thuộc Châu Âu và Bắc Mỹ. Trong trạng thái tươi tốt, sinh vật này khá mềm và sụn, có nhiều màu khác nhau như vàng lục, đỏ, tím đậm hoặc nâu tím. Tảo ireland khá nhầy với thành phần chính được cấu thành từ polysacarit carrageenan, chiếm 55% trọng lượng của nó ở trạng thái khô. Ở trạng thái khô, sinh vật này có thành phần gồm khoảng 10% protein và khoảng 15% chất khoáng với hàm lượng giàu iod và lưu huỳnh. Khi được ngâm trong nước, tảo Ireland có mùi giống như nước biển do hàm lượng lớn các polysacarit trong thành tế bào, loại tảo này sẽ tạo thành một loại gelatin khi được đun sôi, nặng từ 20 đến 100 lần trọng lượng của nước.

## Miêu tả
Chondrus crispus là một loại tảo có kích thước tương đối nhỏ với chiều dài có thể lên đến 20 cm. Nó phát triển từ một Holdfast (rễ giả có chức năng bám nhưng không có chức năng hút chất dinh dưỡng cung cấp cho vật chủ) dạng đĩa, phân đôi nhánh từ bốn đến năm lần tạo thành cấu trúc hình quạt. Hình thái rất dễ biến đổi, đặc biệt là độ rộng của các tản (một khối tế bào đơn giản chưa phân hóa thành các cơ quan với chức năng cụ thể). Mỗi nhánh rêu có kích thước khoảng 2mm bề rộng và có kết cấu vững chắc, với các màu sắc từ nhạt đến xanh đậm, đỏ sẫm, tím, nâu, vàng và trắng. Các giao tử mang ánh kim màu xanh lam ở đầu của lá  và các bào tử sinh sản mang hoa văn đốm. Mastocarpus stellatus (Stackhouse), tảo Ireland giả là một loài có hình thái tương tự nhưng vẫn có thể dễ dàng phân biệt bằng các kênh sâu và các phần tản xoắn. Cystocarpic (quả thể túi) của chi Mastocarpus cho thấy các nhúm sinh sản khác biệt với các loại tảo thuộc chi Chondrus. Tảo sau khi rửa với nước và phơi khô để bảo quản, chúng sẽ có một cạnh màu vàng, mờ, giống như sừng và ở trạng thái cứng.

## Phân bố
Chondrus crispus được tìm thấy trên khắp bờ biển Ireland và cũng có thể được tìm thấy dọc theo bờ biển châu Âu bao gồm các đảo Iceland và Faroe. Từ khu vực biển Baltic đến khu vực miền nam Tây Ban Nha. Chúng đồng thời được tìm thấy trên bờ biển Đại Tây Dương của Canada  và được ghi nhận là có xuất hiện từ California ở cả Nhật Bản. Tuy nhiên, bất kỳ sự xuất hiện nào của loại tảo này ở khu vực bên ngoài Bắc Đại Tây Dương đều phải được xác minh. Vì còn có các loài khác cùng chi với tảo Ireland phân bố ở Thái Bình Dương như: C. ocellatus Holmes, C. nipponicus Yendo, C. yendoi Yamada et Mikami, C. pinnulatus (Harvey) Okamura và C. armatus (Harvey) Yamada et Mikami đã có thể bị nhầm lẫn với loài này.

## Sinh thái học
Chondrus crispus được tìm thấy mọc trên đá từ khu vực cận duyên đến khu vực ngập nước, thậm chí ở cả đáy đại dương. Nó có thể tồn tại với lượng ánh sáng mặt trời hạn chế.
C. crispus dễ bị xâm nhập và hoại sinh bởi loài oomycota Pythium porphyrae.

## Công dụng

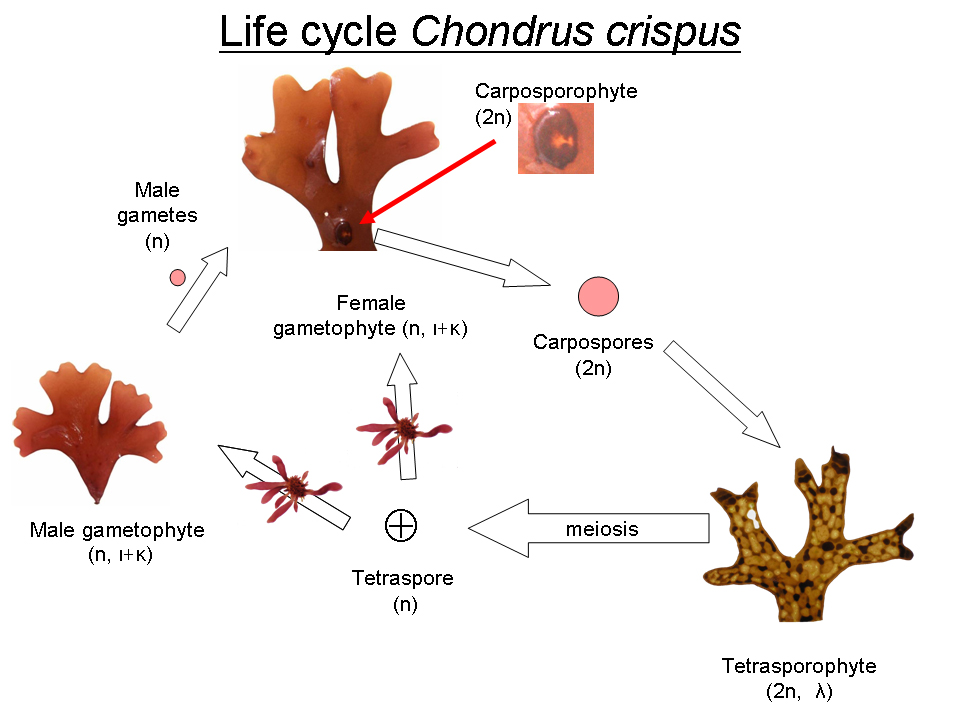
Vòng đời của C. crispus: Dưới các giai đoạn sống đơn bội (n) hoặc lưỡng bội (2n) và carrageenan hiện diện.

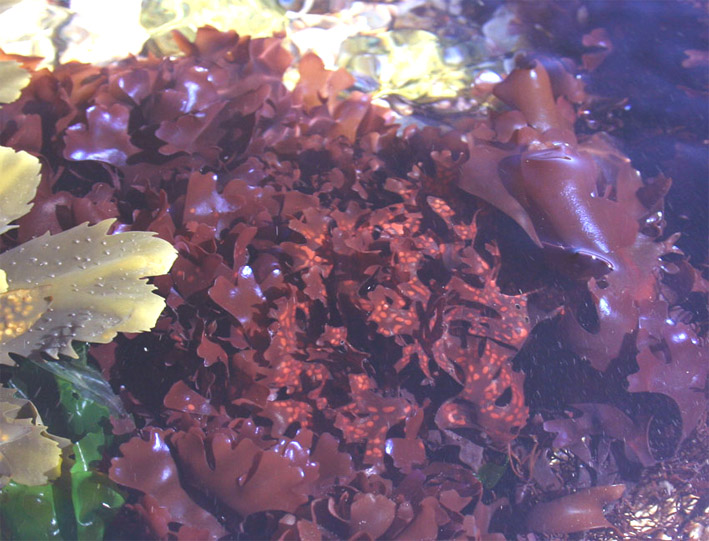
Các giao tử cho thấy ánh kim màu xanh lam và các bào tử bào tử có hoa văn đốm.

C. crispus là một nguồn cung cấp carrageenan cho ngành công nghiệp thực phẩm, thường được sử dụng làm chất làm đặc và chất ổn định  trong các sản phẩm từ sữa như kem lạnh và thực phẩm chế biến, bao gồm cả thịt. Ở châu Âu, nó được chỉ định là E407 hoặc E407b. Nó cũng có thể được sử dụng như một chất làm đặc trong kỹ thuật in calico và vẽ thủy ấn. Chúng cũng được dùng làm chất làm trong bia hoặc rượu vang. Tảo Ireland thường được sử dụng với tảo ireland giả Mastocarpus stellatus (Gigartina mamillosa), Chondracanthus acicularis (G. acicularis) và các loại rong biển khác. Tảo ireland và agar cũng được sử dụng ở châu Á cho các món tráng miệng dạng thạch rau câu như thạch hạnh nhân. Hiện nay, nguồn cung cấp carrageenan chính là rong biển nhiệt đới thuộc các chi Kappaphycus và Eucheuma.
Ở Ireland và một phần của Scotland (nơi còn được gọi là (An) Cairgean trong tiếng Scotland Gaelic), tảo Ireland được đun sôi trong sữa và được lọc, sau đó bổ sung thêm đường và các hương liệu khác như vani, quế, rượu mạnh hoặc rượu whisky. Sản phẩm cuối cùng là một loại thạch có bản chất tương tự như pannacotta, bột sắn hoặc blancmange. Tương tự, ở Jamaica và Trinidad và Tobago, Gracilaria spp. được đun sôi với quế và sữa để tạo ra một thức uống đặc gọi là tảo Ireland và được sử dụng như thuốc kích dục. Ở Venezuela, nó đã được sử dụng trong nhiều thế hệ như một phương thuốc tại nhà điều trị các chứng đau họng và tắc ngực, khi được đun sôi trong sữa và ăn kèm với mật ong trước khi đi ngủ. 
Tảo ireland được dùng làm chất làm trong trong quá trình sản xuất bia. Một lượng nhỏ được thêm vào ấm đun nước hoặc thùng chứa, nơi nó được luộc với wort, thu hút các protein và chất rắn khác, mà sau đó được chiết ra từ hỗn hợp sau khi được làm mát.

## Vòng đời
Vòng đời gồm một pha đơn bội là hai pha lưỡng bội. Ngoài ra, một giai đoạn thứ ba ở -thể bào tử quả- được hình thành trên giao tử cái sau khi thụ tinh. Các giao tử đực và cái tạo ra các hợp tử để tạo thành một tế lưỡng bội, hình thành nên các carposepores, phát triển thành bào tử. Các bào tử sau đó trải qua quá trình giảm phân để tạo ra các tetraspores đơn bội (có thể là đực hoặc cái) phát triển thành giao tử. Ba trạng thái (đực, cái và bào tử) rất khó phân biệt khi chúng không có khả năng sinh sản; tuy nhiên, các giao tử thường có màu xanh ánh kim.

## Thành phần khoa học

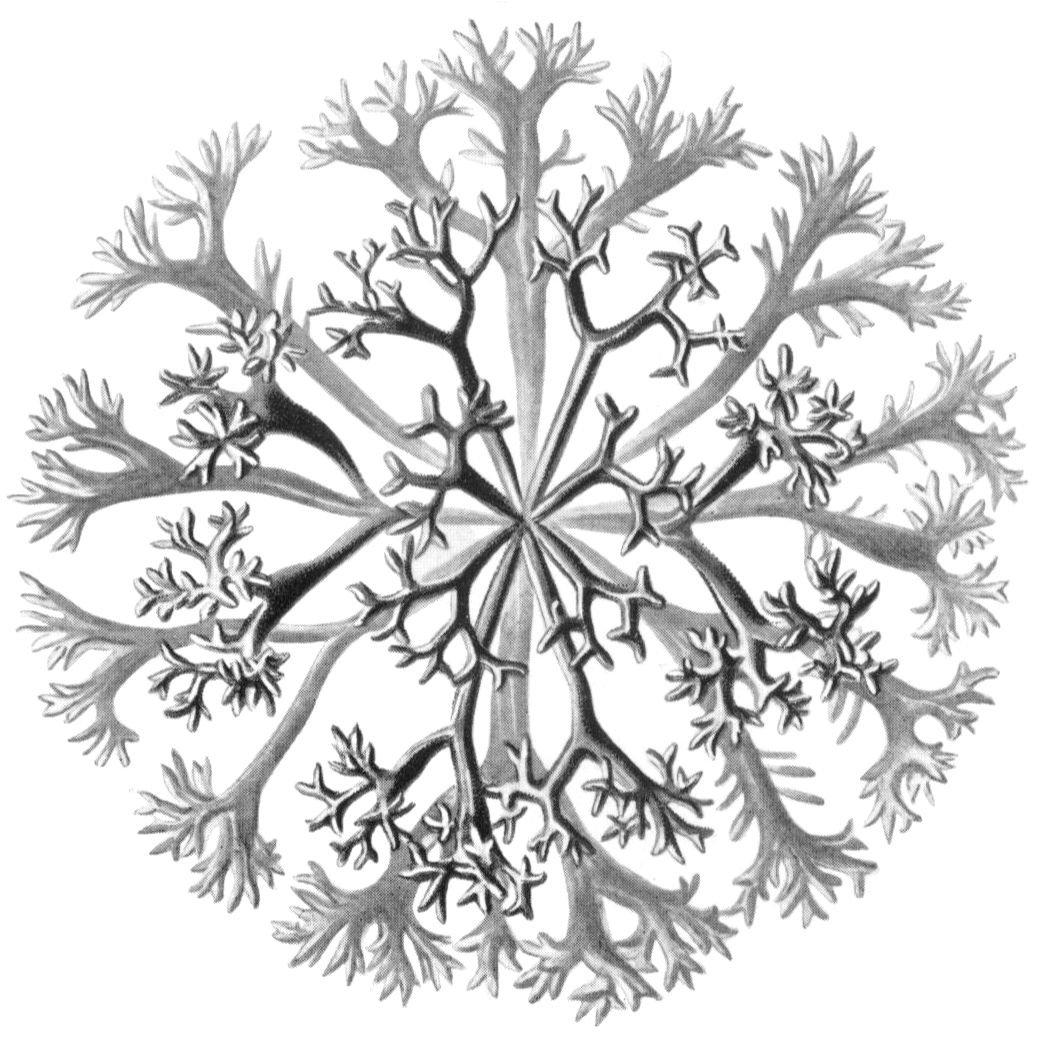
Một phần của cấu trúc dạng đĩa thứ 65 của Ernst Haeckel's Kunstformen der Natur (1904), mô tả Florideae Chondrus crispus, tảo Ireland

C. crispus, so với hầu hết các loại rong biển khác, được nghiên cứu kỹ về mặt khoa học. Chúng đã được sử dụng như một mẫu vật để nghiên cứu quang hợp, sinh tổng hợp carrageenan và các phản ứng stress. Bộ DNA nhân đã được xác định trình tự vào năm 2013. Kích thước bộ gen là 105 Mbp và đang mã hóa cho 9.606 gen. Chúng có tương đối ít gen với rất ít intron. Các gen được nhóm lại với nhau, với khoảng cách thông thường ngắn giữa các gen và khoảng cách lớn giữa các nhóm gen.